# Remedios (Cuba)
Remedios è un comune di Cuba, situato nella provincia di Villa Clara.

## Storia
Si tratta della località più antica della regione di Villa Clara. Fu fondata nel 1513 e resistette a numerosi assedi da parte di pirati che si aggiravano lungo la costa dell’isola. Per due volte gli abitanti di Remedios furono costretti a trasferirsi nell’entroterra per sfuggire agli attacchi fino a quando, a causa di un disastroso incendio, si verificò una massiccia emigrazione nella città di Santa Clara. Ancora oggi sono visibili i resti coloniali del comune.

## Cultura
La provincia è rinomata a livello nazionale per la celebrazione nel mese di dicembre presso Remedios delle Parrandas Remedianas, una tradizionale festa di carnevale considerata una delle migliori feste caraibiche. Presso il comune è infatti ubicato il Museo de las Parrandas Remedianas, interamente dedicato a questo evento.

## Amministrazione

### Gemellaggi
- Ann Arbor, Stati Uniti